# Grace Brammer
Grace Brammer, née en 2005, est une plongeuse sud-africaine.

## Biographie
Grace Brammer remporte la médaille de bronze en tremplin synchronisé mixte à 3 mètres avec Kerry-Leigh Morrison lors des Championnats d'Afrique de plongeon 2019 à Durban.